# Fossalta di Portogruaro
Fossalta di Portogruaro (friülès Fossalte) és un municipi italià, dins de la ciutat metropolitana de Venècia, però que històricament forma part del Friül. L'any 2007 tenia 5.939 habitants. Limita amb els municipis de Morsano al Tagliamento (PN), Portogruaro, San Michele al Tagliamento i Teglio Veneto.

## Administració
| Període | Identitat     | Partit         |
| ------- | ------------- | -------------- |
| 2007-   | Bruno Panegai | Centreesquerra |